# Auberville-la-Renault
Auberville-la-Renault ist eine französische Gemeinde mit 451 Einwohnern (Stand: 1. Januar 2022) im Département Seine-Maritime in der Region Normandie. Sie gehört zum Arrondissement Le Havre und zum Kanton Saint-Romain-de-Colbosc (bis 2015: Kanton Goderville). Die Einwohner werden Aubervillais genannt.

## Geographie
Auberville-la-Renault liegt etwa 28 Kilometer nordöstlich von Le Havre in der Pays de Caux. Umgeben wird Auberville-la-Renault von den Nachbargemeinden Épreville im Norden, Tourville-les-Ifs im Nordosten, Mentheville im Osten, Bretteville-du-Grand-Caux im Süden sowie Sausseuzemare-en-Caux im Westen und Südwesten.

## Bevölkerungsentwicklung
| Jahr                      | 1962 | 1968 | 1975 | 1982 | 1990 | 1999 | 2006 | 2013 |
| Einwohner                 | 287  | 262  | 291  | 294  | 347  | 347  | 383  | 464  |
| Quelle: Cassini und INSEE |      |      |      |      |      |      |      |      |

## Sehenswürdigkeiten

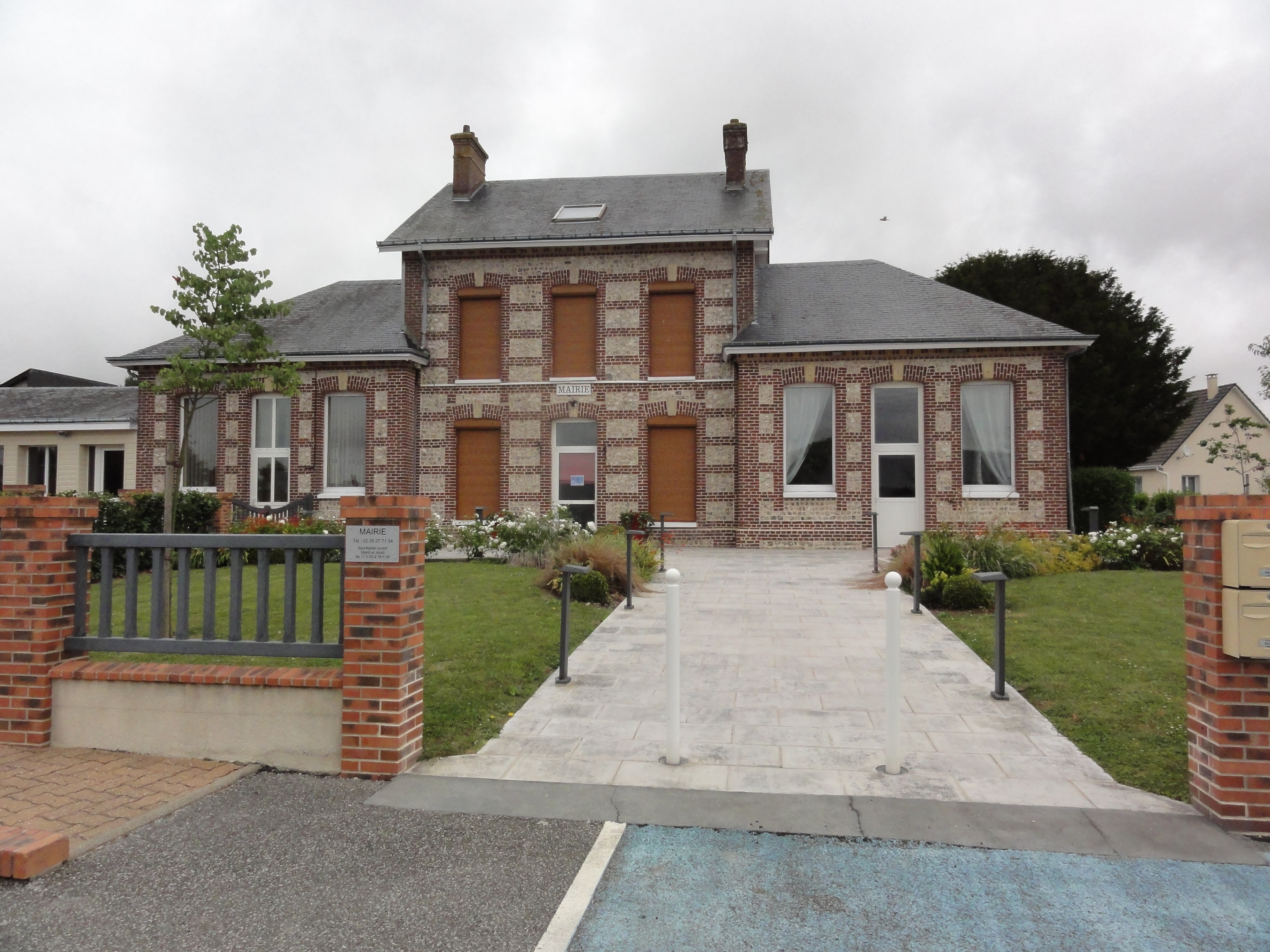
Rathaus

- Kirche Saint-Maclou aus dem 13. Jahrhundert
- Ruinen eines Donjons
- Schloss von Glatigny aus dem 19. Jahrhundert
- Reste der Burg Alvémont